# Seokguramgrot en Bulguksatempel

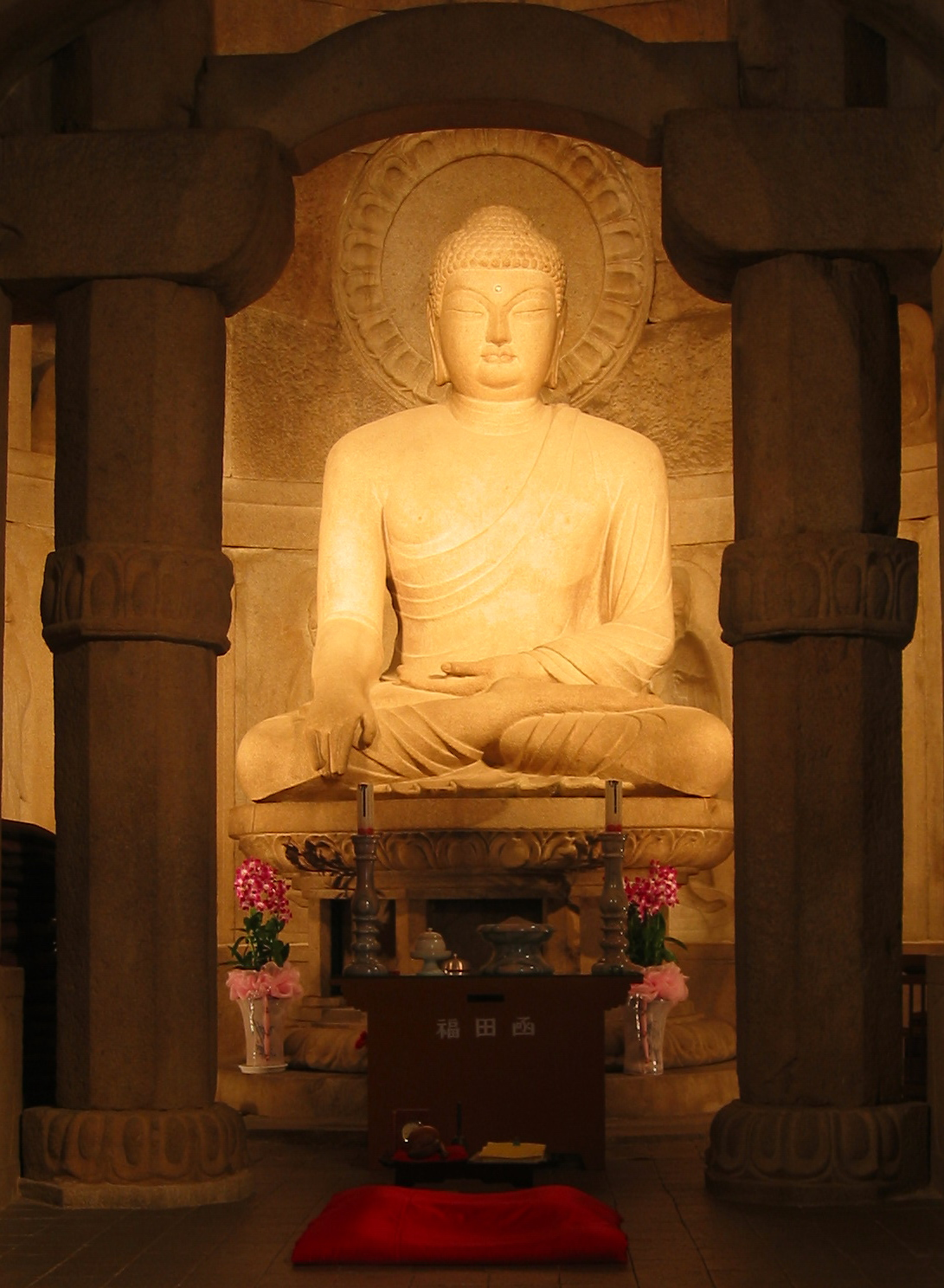
Beeld van Buddha in de Seokguramgrot met Lotusbloem achter het hoofd

De Seokguramgrot en Bulguksatempel zijn een van de werelderfgoederen op de Werelderfgoedlijst van de UNESCO in Zuid-Korea, opgenomen op deze lijst in 1995, het is een cultuurerfgoed.
De Seokguramgrot is te vinden in het zuidoosten van Zuid-Korea aan de kant van de Japanse Zee. De grot is gemaakt in de 8e eeuw en bevat een monumentaal standbeeld van Buddha die over de zee uitkijk in lotuspositie met de handen in de "bhumisparsha mudra" positie. Dit is het teken van de historische Buddha waarmee de aarde wordt opgeroepen kennis te nemen van zijn realisatie van de verlichting. Het beeld is 3.45 meter hoog. Achter het beeld is een lotusbloem gemaakt, wat achter het hoofd van de Buddha uitziet als een halo, wanneer het van de voorkant wordt bekeken.
Het beeld wordt omgeven door 39 portretten van goden, Bodhisattva's en discipelen in reliëf, in graniet, gebeeldhouwd. Het wordt als een meesterwerk van boeddhistische kunst beschouwd in het Verre Oosten.
De Bulguksatempel is gebouwd in 774 en is cultureel sterk verbonden met de Seokguramgrot. Het is een levend monument met historische, culturele en artistieke waarde.
Sinds 1913 zijn er veel herstelwerkzaamheden geweest, waardoor de authenticiteit enigszins aangetast is. Aan de andere kant is het monument nu in topconditie en laat het zien hoe het oorspronkelijk was.
De redenen voor opname op de werelderfgoedlijst zijn:
- De Seokguramgrot is een meesterwerk van boeddhistische kunst uit het Verre Oosten
- Het complex van de Seokguramgrot met de Pulguksatempel is een exceptioneel voorbeeld van architectuur uit deze regio en van de materiële expressie van het boeddhistisch geloof.